# Spilosoma jacksoni
Spilosoma jacksoni är en fjärilsart som beskrevs av Rothschild 1910. Spilosoma jacksoni ingår i släktet Spilosoma och familjen björnspinnare. Inga underarter finns listade i Catalogue of Life.